# Arlington Heights (Illinois)
Arlington Heights é uma aldeia localizada no estado americano de Illinois, no Condado de Cook e Condado de Lake. A cidade foi fundada em 1836. É a aldeia mais populosa do estado de Illinois.

## Demografia
Segundo o censo americano de 2000, a sua população era de 76.031 habitantes.
Em 2006, foi estimada uma população de 74.138, um decréscimo de 1893 (-2.5%).

## Geografia
De acordo com o United States Census Bureau tem uma área de 42,6 km², dos quais 42,5 km² cobertos por terra e 0,1 km² cobertos por água. Arlington Heights localiza-se a aproximadamente 193 m acima do nível do mar.

## Localidades na vizinhança
O diagrama seguinte representa as localidades num raio de 8 km ao redor de Arlington Heights. 